# Норт Американ Авиейшън
„Норт Американ Авиейшън“ (на английски: North American Aviation) е най-големият производител в САЩ в областта на аерокосмическата индустрия, част от гиганта „Боинг“ (Boeing).

## История
Компанията е основана на 6 декември 1928 г. от Клемент Мелвил Кейс (Clement Melville Keys) като холдингова компания със солидни интереси в областта на авиотранспорта и свързаните с него дейности. Компанията е била самостоятелна до 1933 г. През годините след това фирмата е била част от крупни концерни: „Дженеръл Мотърс“ (General Motors Corporation) и „Дъглас Еъркрафт“ (Douglas Aircraft Company).

## Продукти
В своята история компанията „Норт Американ Авиейшън“ е произвела редица исторически продукти на американската аерокосмическа индустрия. Нейно дело е най-добрия изтребител от Втората световна война P-51 Mustang, средния бомбардировач B-25 Mitchell, прочутите свръхзвукови изтребители F-86 Sabre и F-100 Super Sabre, ракетоплана X-15, първия в света свръхзвуков бомбардировач XB-70 Valkyrie, командния и сервизен модул на космическия кораб „Аполо“, втората степен на ракетата-носител „Сатурн V“, космическата совалка „Спейс шатъл“ (без двата твърдогоривни ускорителя и големия външен резервоар) и тежкия стратегически бомбардировач B-1 Lancer.